# Whapmagoostui
Whapmagoostui („Ort der Weißwale“ in der Sprache der Cree) ist die nördlichste Cree-Indianer-Siedlung der Provinz Québec.
Sie wird von 984 Cree-Indianern bewohnt (Stand: 2016), die sich den Standort mit der etwa 650 Einwohner zählenden Inuit-Siedlung Kuujjuarapik („Kleiner bedeutender Fluss“ auf Inuktitut) teilen.
Whapmagoostui liegt an der Ostküste der Hudson Bay im Mündungsgebiet des Flusses Grande rivière de la Baleine („Great Whale River“ auf Englisch). Weitere Angaben sind unter Kuujjuarapik zu finden.